# Allelidea ctenostomoides
Allelidea ctenostomoides is een keversoort thuộc họ mierkevers (Cleridae). Loài này is voor het eerst wetenschappelijk beschreven in 1839 door G.R. Waterhouse.